# Sclerophion longicornis
Sclerophion longicornis är en stekelart som först beskrevs av Tohru Uchida 1928.  Sclerophion longicornis ingår i släktet Sclerophion och familjen brokparasitsteklar. Inga underarter finns listade i Catalogue of Life.